# Fútbol playa en los Juegos Europeos de Minsk 2019
El fútbol playa en los II Juegos Europeos se realizó en el Complejo Deportivo Olímpico de Minsk (Bielorrusia) del 25 al 29 de junio de 2019.
Fue disputado en este deporte solo el torneo masculino.

## Medallistas
| Evento                  | Oro | Plata | Bronce |
| ----------------------- | --- | --- | --- |
| Masculino (29 de junio) | Portugal · Elinton Andrade · Nuno Belchior · Ruben Brilhante · Rui Coimbra · João Gonçalves · André Lourenço · Bernardo Martins · Leonardo Martins · Tiago Petrony · Jordan Santos · João Saraiva · Pedro Silva | España · David Ardil Navarro · Salvador Ardil Navarro · Domingo Cabrera Acosta · José Cintas · Francisco Donaire · Adrián Frutos García · Llorenç Gómez · Pablo López Molina · Antonio Mayor Hernández · Mario Soria Mellado · Eduard Suárez Molina · Javier Torres Medina | Suiza · Philipp Borer · Silvan Conrad · Glenn Hodel · Valentin Jäggy · Jan Ostgen · Noel Ott · Sandro Spaccarotella · Nico Stalder · Dejan Stankovic · Tobias Steinemann · Nicholas Stucki · Angelo Wüest |

## Resultados

### Equipos participantes
| Equipos participantes | Equipos participantes | Equipos participantes | Equipos participantes |
| --------------------- | --------------------- | --------------------- | --------------------- |
| Bielorrusia           | Italia                | España                | Portugal              |
| Rusia                 | Suiza                 | Ucrania               | Rumania               |

### Primera fase
- Los horarios corresponden a la hora de Minsk; UTC+3
- Leyenda: Pts: Puntos; PJ: Partidos jugados; PG: Partidos ganados; PG+: Partidos ganados en prórroga o tanda de penaltis; PP: Partidos perdidos; GF: Goles a favor; GC: Goles en contra; DG: Diferencia de goles.

#### Grupo A
| Equipo      | PJ | PG | PG+ | PP | GF | GC | DG  | Pts |
| ----------- | -- | -- | --- | -- | -- | -- | --- | --- |
| Portugal    | 3  | 2  | 0   | 1  | 16 | 8  | +8  | 6   |
| Suiza       | 3  | 1  | 1   | 1  | 18 | 6  | +12 | 5   |
| Bielorrusia | 3  | 1  | 1   | 1  | 14 | 13 | +1  | 4   |
| Rumania     | 3  | 0  | 0   | 3  | 3  | 24 | -21 | 0   |

| Juegos Europeos; 25 de junio de 2019, 14:00 | Portugal          | 1 - 3 (t. s.) | Suiza                             | Olympic Sports Complex, Minsk |                              |
|                                             | - Borer 2' (a.g.) | Reporte       | - Hodel 32' - Jäggy 39' - Ott 39' | Árbitro(s): Ingilab Mammadov  | Árbitro(s): Ingilab Mammadov |

| Juegos Europeos; 25 de junio de 2019, 19:30 | Rumania      | 1 - 6   | Bielorrusia                                                           | Olympic Sports Complex, Minsk |                              |
|                                             | - Ravoiu 18' | Reporte | - Bryshtsel 13' - Samsonov 18', 36' - Hapon 24' - Makarevich 31', 34' | Árbitro(s): Vladimir Tashkov  | Árbitro(s): Vladimir Tashkov |

| Juegos Europeos; 26 de junio de 2019, 14:00 | Portugal                                                                                | 8 - 2   | Rumania                  | Olympic Sports Complex, Minsk |                              |
|                                             | - Gonçalves 2', 8', 18' - Coimbra 6' - B. Santos 7' - J. Santos 23' - Belchior 33', 35' | Reporte | - Florea 4' - Ravoiu 35' | Árbitro(s): Łukasz Ostrowski  | Árbitro(s): Łukasz Ostrowski |

| Juegos Europeos; 26 de junio de 2019, 19:30 | Bielorrusia                                                                        | 5 - 5 (t. s.)(3 - 2 p.)    | Suiza                                           | Olympic Sports Complex, Minsk |                              |
|                                             | - Bryshtsel 2' (pen.) - Miranovich 5' - Bokach 7' - Ryabko 12' - Savich 36' (pen.) | Reporte                    | - Wüest 12', 17', 33' - Stankovic 23' - Ott 27' | Árbitro(s): Viktor Listratov  | Árbitro(s): Viktor Listratov |
|                                             |                                                                                    | Tiros desde el punto penal |                                                 |                               |                              |
|                                             | - Savich - Bokach - Kanstantsinaiu - Samsonov                                      |                            | - Ott - Wüest - Stankovic - Hodel               |                               |                              |

| Juegos Europeos; 27 de junio de 2019, 14:00 | Suiza                                                                                       | 10 - 0  | Rumania | Olympic Sports Complex, Minsk |                              |
|                                             | - Wüest 4', 30' - Stankovic 11', 17', 25', 27' - Steinemann 11', 28' - Ostgen 18' - Ott 32' | Reporte |         | Árbitro(s): Ingilab Mammadov  | Árbitro(s): Ingilab Mammadov |

| Juegos Europeos; 27 de junio de 2019, 19:30 | Bielorrusia                           | 3 - 7   | Portugal                                                                                      | Olympic Sports Complex, Minsk |                          |
|                                             | - Bokach 3' - Samsonov 4', 14' (pen.) | Reporte | - J. Santos 4', 30' - Gonçalves 9', 22' - L. Santos 10' (pen.) - B. Santos 23' - Belchior 33' | Árbitro(s): Ago Kärtmann      | Árbitro(s): Ago Kärtmann |

#### Grupo B
| Equipo  | PJ | PG | PG+ | PP | GF | GC | DG | Pts |
| ------- | -- | -- | --- | -- | -- | -- | -- | --- |
| España  | 3  | 1  | 1   | 1  | 15 | 15 | 0  | 5   |
| Ucrania | 3  | 1  | 1   | 1  | 11 | 13 | -2 | 4   |
| Italia  | 3  | 1  | 0   | 2  | 13 | 12 | +1 | 3   |
| Rusia   | 3  | 1  | 0   | 2  | 11 | 10 | +1 | 3   |

| Juegos Europeos; 25 de junio de 2019, 15:30 | España                                          | 5 - 4 (t. s.) | Rusia                                 | Olympic Sports Complex, Minsk |                               |
|                                             | - Suárez 13', 22', 39' - Gómez 29' - Cintas 30' | Reporte       | - Shishin 14', 25', 30' - Zemskov 32' | Árbitro(s): Sofien Benchabane | Árbitro(s): Sofien Benchabane |

| Juegos Europeos; 25 de junio de 2019, 18:00 | Ucrania                                     | 4 - 4 (t. s.)(4 - 3 p.)    | Italia                                                        | Olympic Sports Complex, Minsk  |                                |
|                                             | - Pachev 18', 33' - Nerush 23' - Medvid 29' | Reporte                    | - Corosiniti 11' (pen.) - Gentilin 18' - Gori 21' - Zurlo 30' | Árbitro(s): Eduards Borisevičs | Árbitro(s): Eduards Borisevičs |
|                                             |                                             | Tiros desde el punto penal |                                                               |                                |                                |
|                                             | - Pachev - A. Borsuk - Korniichuk - Medvid  |                            | - Chiavaro - Gori - Zurlo - Marinai                           |                                |                                |

| Juegos Europeos; 26 de junio de 2019, 15:00 | Italia                                        | 4 - 2   | Rusia                                        | Olympic Sports Complex, Minsk |                              |
|                                             | - Corosiniti 7' - Gori 20', 34' - Carpita 29' | Reporte | - Del Mestre 14' (a.g.) - Krasheninnikov 16' | Árbitro(s): Vladimir Tashkov  | Árbitro(s): Vladimir Tashkov |

| Juegos Europeos; 26 de junio de 2019, 18:00 | España                                                        | 4 - 6   | Ucrania                                                                            | Olympic Sports Complex, Minsk |                               |
|                                             | - Donaire 14' - Torres 18' - D. Ardil 20' - Nerush 30' (o.g.) | Reporte | - Korniichuk 2' - Zborovskyi 13' - I. Borsuk 20' - Pachev 26', 30' - A. Borsuk 36' | Árbitro(s): Mikhail Prokharau | Árbitro(s): Mikhail Prokharau |

| Juegos Europeos; 27 de junio de 2019, 15:30 | Rusia                                                                         | 5 - 1   | Ucrania         | Olympic Sports Complex, Minsk |                           |
|                                             | - V. Kryshanov 15' - Paporotnyi 17' - Zemskov 25' - Shishin 34' - Romanov 34' | Reporte | - Sydorenko 27' | Árbitro(s): Sergio Soares     | Árbitro(s): Sergio Soares |

| Juegos Europeos; 27 de junio de 2019, 18:00 | Italia                                                                     | 5 - 6   | España                                                      | Olympic Sports Complex, Minsk |                              |
|                                             | - Frainetti 9' - Marinai 21' - Zurlo 24' - Palazzolo 28' - Gori 35' (pen.) | Reporte | - Mayor 21', 35', 36' - Frutos 24' - Gómez 25' - Suárez 34' | Árbitro(s): Łukasz Ostrowski  | Árbitro(s): Łukasz Ostrowski |

### Fase final

#### Semifinales por el 5º Puesto
| Juegos Europeos; 28 de junio de 2019, 14:00 | Italia                                                                               | 10 - 3  | Rumania                          | Olympic Sports Complex, Minsk |                               |
|                                             | - Marinai 2' - Gori 2', 3', 8' (pen.), 29', 34' - Palmacci 31', 32' - Zurlo 33', 33' | Reporte | - Croitoru 2' - Măciucă 25', 26' | Árbitro(s): Mikhail Prokharau | Árbitro(s): Mikhail Prokharau |

| Juegos Europeos; 28 de junio de 2019, 15:30 | Bielorrusia                                                              | 5 - 5 (t. s.)(2-3 p.)      | Rusia                                                              | Olympic Sports Complex, Minsk |                             |
|                                             | - Ryabko 1' - Kanstantsinau 2' - Piatrouski 11' - Hapon 30' - Savich 32' | Reporte                    | - N. Kryshanov 11' - Paporotnyi 15', 15' (pen.), 18' - Zemskov 34' | Árbitro(s): Vitalij Gomolko   | Árbitro(s): Vitalij Gomolko |
|                                             |                                                                          | Tiros desde el punto penal |                                                                    |                               |                             |
|                                             | - Savich - Bokach - Chaikouski                                           |                            | - Krasheninnikov - Paporotnyi - Shishin                            |                               |                             |

#### Semifinales por el Oro
| Juegos Europeos; 28 de junio de 2019, 19:30 | España                                           | 5 - 3   | Suiza                                | Olympic Sports Complex, Minsk  |                                |
|                                             | - S. Ardil 22', 25', 36' - Mayor 26' - Gómez 27' | Reporte | - Ott 7' - Stankovic 20' - Hodel 28' | Árbitro(s): Eduards Borisevičs | Árbitro(s): Eduards Borisevičs |

| Juegos Europeos; 28 de junio de 2019, 18:00 | Portugal                                  | 3 - 2 (t. s.) | Ucrania                                 | Olympic Sports Complex, Minsk |                               |
|                                             | - Madjer 4' - Coimbra 27' - L. Santos 39' | Reporte       | - Korniichuk 8' - Zavorotnyi 16' (pen.) | Árbitro(s): Sofien Benchabane | Árbitro(s): Sofien Benchabane |

#### Partido por el 7º Puesto
| Juegos Europeos; 29 de junio de 2019, 13:00 | Rumania                   | 2 - 5   | Bielorrusia                                                        | Olympic Sports Complex, Minsk |                          |
|                                             | - Virtan 5' - Măciucă 15' | Reporte | - Hapon 2', 18' - Samsonov 6' - Miranovich 21' - Kanstantsinau 36' | Árbitro(s): Ago Kärtmann      | Árbitro(s): Ago Kärtmann |

#### Partido por el 5º Puesto
| Juegos Europeos; 29 de junio de 2019, 14:30 | Italia                                          | 4 - 3   | Rusia                                             | Olympic Sports Complex, Minsk |                             |
|                                             | - Palmacci 17' - Gori 25', 34' - Corosiniti 30' | Reporte | - Zemskov 13' - N. Kryshanov 21' - Paporotnyi 25' | Árbitro(s): Vitalij Gomolko   | Árbitro(s): Vitalij Gomolko |

#### Partido por el 3º Puesto
| Juegos Europeos; 29 de junio de 2019, 17:00 | Suiza                                                          | 5 - 4   | Ucrania                                           | Olympic Sports Complex, Minsk |                              |
|                                             | - Ott 8' - Jaeggy 23' - Stankovic 30', 35' - Spaccarotella 33' | Reporte | - A. Borsuk 5', 22' - Makeiev 24' - I. Borsuk 33' | Árbitro(s): Viktor Listratov  | Árbitro(s): Viktor Listratov |

#### Final
| Juegos Europeos; 29 de junio de 2019, 18:30 | Portugal                                                                                  | 8 - 3   | España                             | Olympic Sports Complex, Minsk |                              |
|                                             | - B. Santos 15', 32' - L. Santos 17', 22', 26' - Andrade 24' - Madjer 25' - J. Santos 31' | Reporte | - Gómez 2' - Torres 7' - Mayor 33' | Árbitro(s): Gionni Matticoli  | Árbitro(s): Gionni Matticoli |

## Medallero
| Núm. | País     | Oro | Plata | Bronce | Total |
| ---- | -------- | --- | ----- | ------ | ----- |
| 1    | Portugal | 1   | 0     | 0      | 1     |
| 2    | España   | 0   | 1     | 0      | 1     |
| 3    | Suiza    | 0   | 0     | 1      | 1     |
|      | TOTAL    | 1   | 1     | 1      | 2     |